# Atletiek op de Olympische Zomerspelen 1992
Atletiek is een van de sporten die beoefend werden tijdens de Olympische Zomerspelen 1992 in Barcelona. 
Een van de deelnemende teams was het "Gezamenlijk team", bestaande uit sporters van voormalige Sovjet-republieken met uitzondering van de Baltische staten. Het team, dat was ontstaan door het uiteenvallen van de Sovjet-Unie in 1991, werd informeel het Gemenebest van Onafhankelijke Staten (GOS) genoemd. Het team droeg de naam "Equipe Unifiée", had de IOC-code "EUN" en voerde de olympische vlag. 

## Mannen

### 100 m
| rang   | sporter(s)         | land | tijd  |
| ------ | ------------------ | ---- | ----- |
| Goud   | Linford Christie   | GBR  | 9,96  |
| Zilver | Frankie Fredericks | NAM  | 10,02 |
| Brons  | Dennis Mitchell    | USA  | 10,04 |
| 4      | Bruny Surin        | CAN  | 10,09 |
| 5      | Leroy Burrell      | USA  | 10,10 |
| 6      | Olapade Adeniken   | NGR  | 10,12 |
| 7      | Ray Stewart        | JAM  | 10,22 |
| 8      | Davidson Ezinwa    | NGR  | 10,26 |

### 200 m
| rang   | sporter(s)         | land | tijd  |
| ------ | ------------------ | ---- | ----- |
| Goud   | Mike Marsh         | USA  | 20,01 |
| Zilver | Frankie Fredericks | NAM  | 20,13 |
| Brons  | Michael Bates      | USA  | 20,38 |
| 4      | Robson da Silva    | BRA  | 20,45 |
| 5      | Olapade Adeniken   | NGR  | 20,50 |
| 6      | John Regis         | GBR  | 20,55 |
| 7      | Oluyemi Kayode     | NGR  | 20,67 |
| 8      | Marcus Adam        | GBR  | 20,80 |

### 400 m
| rang   | sporter(s)        | land | tijd     |
| ------ | ----------------- | ---- | -------- |
| Goud   | Quincy Watts      | USA  | OR 43,50 |
| Zilver | Steve Lewis       | USA  | 44,21    |
| Brons  | Samson Kitur      | KEN  | 44,24    |
| 4      | lan Morris        | TRI  | 44,25    |
| 5      | Roberto Hernández | CUB  | 44,52    |
| 6      | David Grindley    | GBR  | 44,75    |
| 7      | Ibrahim Ismail    | QAT  | 45,10    |
| 8      | Susumu Takano     | JPN  | 45,18    |

### 800 m
| rang   | sporter(s)        | land | tijd    |
| ------ | ----------------- | ---- | ------- |
| Goud   | William Tanui     | KEN  | 1.43,66 |
| Zilver | Nixon Kiprotich   | KEN  | 1.43,70 |
| Brons  | Johnny Gray       | USA  | 1.43,97 |
| 4      | José Luiz Barbosa | BRA  | 1.45,06 |
| 5      | Andrea Benvenuti  | ITA  | 1.45,23 |
| 6      | Curtis Robb       | GBR  | 1.45,57 |
| 7      | Reda Abdenouz     | ALG  | 1.48,34 |
|        | Mark Everett      | USA  | DNF     |

### 1500 m
| rang   | sporter(s)         | land | tijd    |
| ------ | ------------------ | ---- | ------- |
| Goud   | Fermín Cacho       | ESP  | 3.40,12 |
| Zilver | Rachid El Basir    | MAR  | 3.40,62 |
| Brons  | Mohammed Suleiman  | QAT  | 3.40,69 |
| 4      | Joseph Chesire     | KEN  | 3.41,12 |
| 5      | Jonah Birir        | KEN  | 3.41,27 |
| 6      | Jens-Peter Herold  | GER  | 3.41,53 |
| 7      | Noureddine Morceli | ALG  | 3.41,70 |
| 8      | Jim Spivey         | USA  | 3.41,74 |

### 5000 m
| rang   | sporter(s)      | land | tijd     |
| ------ | --------------- | ---- | -------- |
| Goud   | Dieter Baumann  | GER  | 13.12,52 |
| Zilver | Paul Bitok      | KEN  | 13.12,71 |
| Brons  | Fita Bayisa     | ETH  | 13.13,03 |
| 4      | Brahim Boutayeb | MAR  | 13.13,27 |
| 5      | Yobes Ondieki   | KEN  | 13.17,50 |
| 6      | Worku Blkila    | ETH  | 13.23,52 |
| 7      | Rob Denmark     | GBR  | 13.27,76 |
| 8      | Abel Antón      | ESP  | 13.27,80 |

### 10.000 m
| rang   | sporter(s)       | land | tijd     |
| ------ | ---------------- | ---- | -------- |
| Goud   | Khalid Skah      | MAR  | 27.46,70 |
| Zilver | Richard Chelimo  | KEN  | 27.47,72 |
| Brons  | Addis Abebe      | ETH  | 28.00,07 |
| 4      | Salvatore Antibo | ITA  | 28.11,39 |
| 5      | Arturo Barrios   | MEX  | 28.17,79 |
| 6      | Germán Silva     | MEX  | 28.20,19 |
| 7      | William Koech    | KEN  | 28.25,18 |
| 8      | Moses Tanui      | KEN  | 28.27,11 |

### marathon
| rang   | sporter(s)        | land | tijd    |
| ------ | ----------------- | ---- | ------- |
| Goud   | Hwang Young-cho   | KOR  | 2:13.23 |
| Zilver | Koichi Morishita  | JPN  | 2:13.45 |
| Brons  | Stephan Freigang  | GER  | 2:14.00 |
| 4      | Takeyuki Nakayama | JPN  | 2:14.02 |
| 5      | Salvatore Bettiol | ITA  | 2:14.15 |
| 6      | Salah Kokaich     | MAR  | 2:14.25 |
| 7      | Jan Huruk         | POL  | 2:14.32 |
| 8      | Hiromi Taniguchi  | JPN  | 2:14.42 |

### 110 m horden
| rang   | sporter(s)          | land | tijd  |
| ------ | ------------------- | ---- | ----- |
| Goud   | Mark McKoy          | CAN  | 13,12 |
| Zilver | Tony Dees           | USA  | 13,24 |
| Brons  | Jack Pierce         | USA  | 13,26 |
| 4      | Tony Jarrett        | GBR  | 13,26 |
| 5      | Florian Schwarthoff | GER  | 13,29 |
| 6      | Emilio Valle        | CUB  | 13,41 |
| 7      | Colin Jackson       | GBR  | 13,46 |
| 8      | Hughie Teape        | GBR  | 14,00 |

### 400 m horden
| rang   | sporter(s)        | land | tijd     |
| ------ | ----------------- | ---- | -------- |
| Goud   | Kevin Young       | USA  | WR 46,78 |
| Zilver | Winthrop Graham   | JAM  | 47,76    |
| Brons  | Kriss Akabusi     | GBR  | 47,82    |
| 4      | Stéphane Diagana  | FRA  | 48,13    |
| 5      | Niklas Wallenlind | SWE  | 48,63    |
| 6      | Oleg Tverdokhleb  | EUN  | 48,63    |
| 7      | Stéphane Caristan | FRA  | 48,86    |
| 8      | David Patrick     | USA  | 49,26    |

### 3000 m steeple chase
| rang   | sporter(s)              | land | tijd    |
| ------ | ----------------------- | ---- | ------- |
| Goud   | Matthew Birir           | KEN  | 8.08,84 |
| Zilver | Patrick Sang            | KEN  | 8.09,55 |
| Brons  | William Mutwol          | KEN  | 8.10,74 |
| 4      | Alessandro Lambruschini | ITA  | 8.15,52 |
| 5      | Steffen Brand           | GER  | 8.16,60 |
| 6      | Tom Hanlon              | GBR  | 8.18,14 |
| 7      | Brian Diemer            | USA  | 8.18,77 |
| 8      | Azzedine Brahmi         | ALG  | 8.20,71 |

### 4 × 100 m estafette
| rang   | sporter(s)                                                          | land | tijd     |
| ------ | ------------------------------------------------------------------- | ---- | -------- |
| Goud   | Mike Marsh Leroy Burrell Dennis Mitchell Carl Lewis                 | USA  | WR 37,40 |
| Zilver | Oluyemi Kayode Chidi Imoh Olapade Adeniken Davidson Ezinwa          | NGR  | 37,98    |
| Brons  | Andrés Simón Joel Lamela Joel Isasi Jorge Aguilera                  | CUB  | 38,00    |
| 4      | Marcus Adam Tony Jarrett John Regis Linford Christie                | GBR  | 38,08    |
| 5      | Pavel Galkin Edvin Ivanov Andrej Fedorov Vitali Savin               | EUN  | 38,17    |
| 6      | Shinji Aoto Hisatsugu Suzuki Satoru Inoue Tatsuo Sugimoto           | JPN  | 38,77    |
| 7      | Christoph Postinger Thomas Renner Andreas Berger Franz Ratzenberger | AUT  | 38,90    |
| 8      | Franck Waotta Jean Olivier Zirignon Glues Bogui Ouattara Lagazane   | CIV  | 39,31    |

### 4 × 400 m estafette
| rang   | sporter(s)                                                       | land | tijd       |
| ------ | ---------------------------------------------------------------- | ---- | ---------- |
| Goud   | Andrew Valmon Quincy Watts Michael Johnson Steve Lewis           | USA  | WR 2.55,74 |
| Zilver | Lazaro Martínez Héctor Herrera Norberto Téllez Roberto Hernández | CUB  | 2.59,51    |
| Brons  | Roger Black David Grindley Kriss Akabusi John Regis              | GBR  | 2.59,73    |
| 4      | Robson da Silva Edielson Rocha Sergio de Menezes Sidney Telles   | BRA  | 3.01,61    |
| 5      | Udeme Ekpeyong Emmanuel Okoli Hassan Bosso Sunday Bada           | NGR  | 3.01,71    |
| 6      | Alessandro Aimar Marco Vaccari Fabio Grossi Andrea Nuti          | ITA  | 3.02,18    |
| 7      | Alvin Daniel Patrick Delice Neil De Silva Ian Morris             | TRI  | 3.03,31    |
|        | Samson Kitur Abednego Matilu Simeon Kipkemboi Simon Kemboi       | KEN  | DNF        |

### 20 km snelwandelen
| rang   | sporter(s)             | land | tijd    |
| ------ | ---------------------- | ---- | ------- |
| Goud   | Daniel Plaza           | ESP  | 1:21.45 |
| Zilver | Guillaume LeBlanc      | CAN  | 1:22.25 |
| Brons  | Giovanni De Benedictis | ITA  | 1:23.11 |
| 4      | Maurizio Damilano      | ITA  | 1:23.39 |
| 5      | Chen Shaoguo           | CHN  | 1:24.06 |
| 6      | Jimmy McDonald         | IRL  | 1:25.16 |
| 7      | Daniel García          | MEX  | 1:25.35 |
| 8      | Sándor Urbanik         | HUN  | 1:26.08 |

### 50 km snelwandelen
| rang   | sporter(s)             | land | tijd    |
| ------ | ---------------------- | ---- | ------- |
| Goud   | Andrej Perlov          | EUN  | 3:50.13 |
| Zilver | Carlos Mercenario      | MEX  | 3:52.09 |
| Brons  | Ronald Weigel          | GER  | 3:53.45 |
| 4      | Valeri Spitsyn         | EUN  | 3:54.39 |
| 5      | Roman Mrázek           | TCH  | 3:55.21 |
| 6      | Hartwig Gauder         | GER  | 3:56.47 |
| 7      | Valentin Kononen       | FIN  | 3:57.21 |
| 8      | Miguel Angel Rodríguez | MEX  | 3:58.26 |

### hoogspringen
| rang   | sporter(s)       | land                    | hoogte |
| ------ | ---------------- | ----------------------- | ------ |
| Goud   | Javier Sotomayor | CUB                     | 2,34 m |
| Zilver | Patrik Sjöberg   | SWE                     | 2,34 m |
| Brons  | Hollis Conway    | USA                     | 2,34 m |
| Brons  | Tim Forsyth      | AUS                     | 2,34 m |
| Brons  | Artur Partyka    | POL                     | 2,34 m |
| 6      | Ralf Sonn        | GER                     | 2,31 m |
| 7      | Troy Kemp        | BAH                     | 2,31 m |
| 8      | Marino Drake     | CUB                     | 2,28 m |
| 8      | Charles Austin   | USA                     | 2,28 m |
| 8      | Dragutin Topić   | Onafhankelijk deelnemer | 2,28 m |

### polsstokhoogspringen
| rang   | sporter(s)      | land | hoogte |
| ------ | --------------- | ---- | ------ |
| Goud   | Maksim Tarasov  | EUN  | 5,80 m |
| Zilver | Igor Trandenkov | EUN  | 5,80 m |
| Brons  | Javier García   | ESP  | 5,75 m |
| 4      | Kory Tarpenning | USA  | 5,75 m |
| 5      | David Volz      | USA  | 5,65 m |
| 6      | Asko Peltoniemi | FIN  | 5,60 m |
| 7      | Philippe Collet | FRA  | 5,55 m |
| 8      | Evgeny Krasnov  | ISR  | 5,30 m |

### verspringen
| rang   | sporter(s)              | land | afstand |
| ------ | ----------------------- | ---- | ------- |
| Goud   | Carl Lewis              | USA  | 8,67 m  |
| Zilver | Mike Powell             | USA  | 8,64 m  |
| Brons  | Joe Greene              | USA  | 8,34 m  |
| 4      | Iván Pedroso            | CUB  | 8,11 m  |
| 5      | Jaime Jefferson         | CUB  | 8,08 m  |
| 6      | Konstantinos Koukodimos | GRE  | 8,04 m  |
| 7      | Dmitri Bagrjanov        | EUN  | 7,98 m  |
| 8      | Huang Geng              | CHN  | 7,87 m  |

### hink-stap-springen
| rang   | sporter(s)          | land | afstand |
| ------ | ------------------- | ---- | ------- |
| Goud   | Mike Conley         | USA  | 18,17 m |
| Zilver | Charles Simpkins    | USA  | 17,60 m |
| Brons  | Frank Rutherford    | BAH  | 17,36 m |
| 4      | Leonid Volosjin     | EUN  | 17,32 m |
| 5      | Brian Wellman       | BER  | 17,24 m |
| 6      | Yoelbi Quesada      | CUB  | 17,18 m |
| 7      | Aleksandr Kovalenko | EUN  | 17,06 m |
| 8      | Zou Sixin           | CHN  | 17,00 m |

De winnende sprong van Mike Conley was met te veel rugwind (+2,1 m/s). Tijdens de finale sprong hij ook 17,63 m, het nieuwe OR.

### kogelstoten
| rang   | sporter(s)         | land                    | afstand |
| ------ | ------------------ | ----------------------- | ------- |
| Goud   | Mike Stulce        | USA                     | 21,70 m |
| Zilver | Jim Doehring       | USA                     | 20,96 m |
| Brons  | Vjatsjeslav Lykho  | EUN                     | 20,94 m |
| 4      | Werner Günthör     | SUI                     | 20,91 m |
| 5      | Ulf Timmermann     | GER                     | 20,49 m |
| 6      | Klaus Bodenmüller  | AUT                     | 20,48 m |
| 7      | Dragan Perić       | Onafhankelijk deelnemer | 20,36 m |
| 8      | Aleksandr Klimenko | EUN                     | 20,23 m |

### discuswerpen
| rang   | sporter(s)         | land | afstand |
| ------ | ------------------ | ---- | ------- |
| Goud   | Romas Ubartas      | LTU  | 65,12 m |
| Zilver | Jürgen Schult      | GER  | 64,94 m |
| Brons  | Roberto Moya       | CUB  | 64,12 m |
| 4      | Costel Grasu       | ROU  | 62,86 m |
| 5      | Attila Horváth     | HUN  | 62,82 m |
| 6      | Juan Martínez      | CUB  | 62,64 m |
| 7      | Dmitri Kovtsun     | EUN  | 62,04 m |
| 8      | Dmitri Sjevtsjenko | EUN  | 61,78 m |

### kogelslingeren
| rang   | sporter(s)         | land | afstand |
| ------ | ------------------ | ---- | ------- |
| Goud   | Andrej Abduvalijev | EUN  | 82,54 m |
| Zilver | Igor Astapkovitsj  | EUN  | 81,96 m |
| Brons  | Igor Nikoelin      | EUN  | 81,38 m |
| 4      | Tibor Gécsek       | HUN  | 77,78 m |
| 5      | Jüri Tamm          | EST  | 77,52 m |
| 6      | Heinz Weis         | GER  | 76,90 m |
| 7      | Lance Deal         | USA  | 76,84 m |
| 8      | Sean Carlin        | AUS  | 76,16 m |

### speerwerpen
| rang   | sporter(s)         | land | afstand    |
| ------ | ------------------ | ---- | ---------- |
| Goud   | Jan Železný        | TCH  | OR 89,66 m |
| Zilver | Seppo Räty         | FIN  | 86,60 m    |
| Brons  | Steve Backley      | GBR  | 83,38 m    |
| 4      | Kimmo Kinunnen     | FIN  | 82,62 m    |
| 5      | Sigurdur Einarsson | ISL  | 80,34 m    |
| 6      | Juha Laukkanen     | FIN  | 79,20 m    |
| 7      | Mike Barnett       | USA  | 78,64 m    |
| 8      | Andrej Shevtsjoek  | EUN  | 77,74 m    |

### tienkamp
| rang   | sporter(s)       | land | punten |
| ------ | ---------------- | ---- | ------ |
| Goud   | Robert Změlík    | TCH  | 8611   |
| Zilver | Antonio Peñalver | ESP  | 8412   |
| Brons  | Dave Johnson     | USA  | 8309   |
| 4      | Dezsö Szabó      | HUN  | 8199   |
| 5      | Rob Muzzio       | USA  | 8195   |
| 6      | Paul Meier       | GER  | 8192   |
| 7      | William Motti    | FRA  | 8164   |
| 8      | Ramil Ganijev    | EUN  | 8160   |

## Vrouwen

### 100 m
| rang   | sporter(s)      | land | tijd  |
| ------ | --------------- | ---- | ----- |
| Goud   | Gail Devers     | USA  | 10,82 |
| Zilver | Juliet Cuthbert | JAM  | 10,83 |
| Brons  | Irina Privalova | EUN  | 10,84 |
| 4      | Gwen Torrence   | USA  | 10,86 |
| 5      | Merlene Ottey   | JAM  | 10,88 |
| 6      | Anelia Nuneva   | BUL  | 11,10 |
| 7      | Mary Onyali     | NGR  | 11,15 |
| 8      | Liliana Allen   | CUB  | 11,19 |

### 200 m
| rang   | sporter(s)          | land | tijd  |
| ------ | ------------------- | ---- | ----- |
| Goud   | Gwen Torrence       | USA  | 21,81 |
| Zilver | Juliet Cuthbert     | JAM  | 22,02 |
| Brons  | Merlene Ottey       | JAM  | 22,09 |
| 4      | Irina Privalova     | EUN  | 22,19 |
| 5      | Carlette Guidry     | USA  | 22,30 |
| 6      | Grace Jackson       | JAM  | 22,58 |
| 7      | Michelle Finn       | USA  | 22,61 |
| 8      | Galina Ualtsjoegina | EUN  | 22,63 |

### 400 m
| rang   | sporter(s)              | land | tijd  |
| ------ | ----------------------- | ---- | ----- |
| Goud   | Marie-José Pérec        | FRA  | 48,83 |
| Zilver | Olga Bryzgina           | EUN  | 49,05 |
| Brons  | Ximena Restrepo         | COL  | 49,64 |
| 4      | Olga Nazarova           | EUN  | 49,69 |
| 5      | JiII Richardson-Briscoe | CAN  | 49,93 |
| 6      | Rochelle Stevens        | USA  | 50,11 |
| 7      | Sandie Richards         | JAM  | 50,19 |
| 8      | Phylis Smith            | GBR  | 50,87 |

### 800 m
| rang   | sporter(s)          | land | tijd    |
| ------ | ------------------- | ---- | ------- |
| Goud   | Ellen van Langen    | NED  | 1.55,54 |
| Zilver | Lilia Noeroetdinova | EUN  | 1.55,99 |
| Brons  | Ana Fidelia Quirot  | CUB  | 1.56,80 |
| 4      | Inna Evsejeva       | EUN  | 1.57,20 |
| 5      | Maria Mutola        | MOZ  | 1.57,49 |
| 6      | Ella Kovacs         | ROU  | 1.57,95 |
| 7      | Joetta Clark        | USA  | 1.58,06 |
| 8      | Ljoebov Goerina     | EUN  | 1.58,13 |

### 1500 m
| rang   | sporter(s)             | land | tijd    |
| ------ | ---------------------- | ---- | ------- |
| Goud   | Hassiba Boulmerka      | ALG  | 3.55,30 |
| Zilver | Ljoedmila Rogatsjova   | EUN  | 3.56,91 |
| Brons  | Qu Yunxia              | CHN  | 3.57,08 |
| 4      | Tatjana Dorovskikh     | EUN  | 3.57,92 |
| 5      | Liu Li                 | CHN  | 4.00,20 |
| 6      | Maite Zúñiga           | ESP  | 4.00,59 |
| 7      | Małgorzata Rydz        | POL  | 4.01,91 |
| 8      | Jekaterina Podkopajeva | EUN  | 4.02,03 |

### 3000 m
| rang   | sporter(s)         | land | tijd    |
| ------ | ------------------ | ---- | ------- |
| Goud   | Jelena Romanova    | EUN  | 8.46,04 |
| Zilver | Tatjana Dorovskikh | EUN  | 8.46,85 |
| Brons  | Angela Chalmers    | CAN  | 8.47,22 |
| 4      | Sonia O'Sullivan   | IRL  | 8.47,41 |
| 5      | Patti Sue Plumer   | USA  | 8.48,29 |
| 6      | Jelena Kopytova    | EUN  | 8.49,55 |
| 7      | Shelly Steely      | USA  | 8.52,67 |
| 8      | Yvonne Murray      | GBR  | 8.55,85 |

### 10.000 m
| rang   | sporter(s)       | land | tijd     |
| ------ | ---------------- | ---- | -------- |
| Goud   | Derartu Tulu     | ETH  | 31.06,02 |
| Zilver | Elana Meyer      | RSA  | 31.11,75 |
| Brons  | Lynn Jennings    | USA  | 31.19,89 |
| 4      | Zhong Huandi     | CHN  | 31.21,08 |
| 5      | Liz McColgan     | GBR  | 31.26,11 |
| 6      | Wang Xiuting     | CHN  | 31.28,06 |
| 7      | Uta Pippig       | GER  | 31.36,45 |
| 8      | Judi St. Hilaire | USA  | 31.38,04 |

### marathon
| rang   | sporter(s)            | land | tijd    |
| ------ | --------------------- | ---- | ------- |
| Goud   | Valentina Jegorova    | EUN  | 2:32.41 |
| Zilver | Yuko Arimori          | JPN  | 2:32.49 |
| Brons  | Lorraine Moller       | NZL  | 2:33.59 |
| 4      | Sachiko Yamashita     | JPN  | 2:36.26 |
| 5      | Katrin Dörre          | GER  | 2:36.48 |
| 6      | Mun Gyong-Ae          | PRK  | 2:37.03 |
| 7      | Manuela Machado       | POR  | 2:38.22 |
| 8      | Ramilja Boerangoelova | EUN  | 2:38.46 |

### 100 m horden
| rang   | sporter(s)         | land | tijd  |
| ------ | ------------------ | ---- | ----- |
| Goud   | Voula Patoulidou   | GRE  | 12,64 |
| Zilver | LaVonna Martin     | USA  | 12,69 |
| Brons  | Jordanka Donkova   | BUL  | 12,70 |
| 4      | Lynda Tolbert      | USA  | 12,75 |
| 5      | Gail Devers        | USA  | 12,75 |
| 6      | Aliuska López      | CUB  | 12,87 |
| 7      | Natalja Kolovanova | EUN  | 13,01 |
| 8      | Odalys Adams       | CUB  | 13,57 |

### 400 m horden
| rang   | sporter(s)            | land | tijd  |
| ------ | --------------------- | ---- | ----- |
| Goud   | Sally Gunnell         | GBR  | 53,23 |
| Zilver | Sandra Farmer-Patrick | USA  | 53,69 |
| Brons  | Janeene Vickers       | USA  | 54,31 |
| 4      | Tatjana Ledovskaja    | EUN  | 54,31 |
| 5      | Vera Ordina           | EUN  | 54,83 |
| 6      | Margarita Ponomarjeva | EUN  | 54,83 |
| 7      | Deon Hemmings         | JAM  | 55,58 |
|        | Myrtle Bothma         | RSA  | DNF   |

### 4 × 100 m estafette
| rang                                                         | sporter(s)                                                                | land | tijd  |
| ------------------------------------------------------------ | ------------------------------------------------------------------------- | ---- | ----- |
| Goud                                                         | Evelyn Ashford Esther Jones Carlette Guidry Gwen Torrence                 | USA  | 42,11 |
| Zilver                                                       | Olga Bogoslovskaja Marina Trandenkova Galina Maltsjoegina Irina Privalova | EUN  | 42,16 |
| Brons                                                        | Beatrice Utondu Faith Idehen Christy Opara-Thompson Mary Onyali           | NGR  | 42,81 |
| 4                                                            | Patricia Girard Odiah Sidibe Laurence Bily Marie-José Pérec               | FRA  | 42,85 |
| 5                                                            | Andrea Philipp Silke Knoll Andrea Thomas Sabine Günther                   | GER  | 43,12 |
| 6                                                            | Melissa Moore Melinda Gainsford Kathleen Sambell Kerry Johnson            | AUS  | 43,77 |
|                                                              | Eusebia Riquelme Aliuska López Idalmis Boone Liliana Allen                | CUB  | DNF   |
| Michele Freeman Juliet Cuthbert Dahlia Duhaney Merlene Ottey | JAM                                                                       | DNF  |       |

### 4 × 400 m estafette
| rang   | sporter(s)                                                             | land | tijd    |
| ------ | ---------------------------------------------------------------------- | ---- | ------- |
| Goud   | Jelena Roezina Ljoedmila Dzjigalova Olga Nazarova Olga Bryzgina        | EUN  | 3.20,20 |
| Zilver | Natasha Kaiser Gwen Torrence Jearl Miles Rochelle Stevens              | USA  | 3.20,92 |
| Brons  | Phylis Smith Sandra Douglas Jennifer Stoute Sally Gunnell              | GBR  | 3.24,23 |
| 4      | Rosey Edeh Charmaine Crooks Camille Noel JiII Richardson-Briscoe       | CAN  | 3.25,20 |
| 5      | Catherine Scott Cathy Rattray-Williams Juliet Campbell Sandie Richards | JAM  | 3.25,68 |
| 6      | Uta Rohländer Heike Meissner Linda Kisabaka Anja Rücker                | GER  | 3.26,37 |
| 7      | Cathy Freeman Susan Andrews Renée Poetschka Michelle Lock              | AUS  | 3.26,42 |
| 8      | Marta Moreira Lucrécia Jardim Elsa Amaral Eduarda Coelho               | POR  | 3.36,85 |

### 10 km snelwandelen
| rang   | sporter(s)        | land | tijd     |
| ------ | ----------------- | ---- | -------- |
| Goud   | Chen Yueling      | CHN  | OR 44.32 |
| Zilver | Jelena Nikolajeva | EUN  | 44.33    |
| Brons  | Li Chunxiu        | CHN  | 44.41    |
| 4      | Sari Essayah      | FIN  | 45.08    |
| 5      | Cui Yingzi        | CHN  | 45.15    |
| 6      | Madelein Svensson | SWE  | 45.17    |
| 7      | Anna Rita Sidoti  | ITA  | 45.23    |
| 8      | Jelena Saiko      | EUN  | 45.28    |

### hoogspringen
| rang   | sporter(s)         | land | hoogte |
| ------ | ------------------ | ---- | ------ |
| Goud   | Heike Henkel       | GER  | 2,02 m |
| Zilver | Alina Astafei      | ROU  | 2,00 m |
| Brons  | Ioamnet Quintero   | CUB  | 1,97 m |
| 4      | Stefka Kostadinova | BUL  | 1,94 m |
| 5      | Sigrid Kirchmann   | AUT  | 1,94 m |
| 6      | Silvia Costa       | CUB  | 1,94 m |
| 7      | Megumi Sato        | JPN  | 1,91 m |
| 8      | Alison Inverarity  | AUS  | 1,91 m |

### verspringen
| rang   | sporter(s)           | land | hoogte |
| ------ | -------------------- | ---- | ------ |
| Goud   | Heike Drechsler      | GER  | 7,14 m |
| Zilver | Inessa Kravets       | EUN  | 7,12 m |
| Brons  | Jackie Joyner-Kersee | USA  | 7,07 m |
| 4      | Mirela Dulgheru      | ROU  | 6,71 m |
| 5      | Irina Moesjailova    | EUN  | 6,68 m |
| 6      | Sheron Couch         | USA  | 6,66 m |
| 7      | Sheila Echols        | USA  | 6,62 m |
| 8      | Susen Tiedtke        | GER  | 6,60 m |

Nijole Medvedeva (LTU) eindigde als vierde (6,76 m), maar zij werd later wegens een positieve dopingtest gediskwalificeerd.

### kogelstoten
| rang   | sporter(s)          | land | afstand |
| ------ | ------------------- | ---- | ------- |
| Goud   | Svetlana Kriveljova | EUN  | 21,06 m |
| Zilver | Huang Zhihong       | CHN  | 20,47 m |
| Brons  | Kathrin Neimke      | GER  | 19,78 m |
| 4      | Belsy Laza          | CUB  | 19,70 m |
| 5      | Zhou Tianhua        | CHN  | 19,26 m |
| 6      | Svetla Mitkova      | BUL  | 19,23 m |
| 7      | Stephanie Storp     | GER  | 19,10 m |
| 8      | Vita Pavlitsj       | EUN  | 18,69 m |

### discuswerpen
| rang   | sporter(s)           | land | afstand |
| ------ | -------------------- | ---- | ------- |
| Goud   | Maritza Martén       | CUB  | 70,06 m |
| Zilver | Tsvetanka Khristova  | BUL  | 67,78 m |
| Brons  | Daniela Costian      | AUS  | 66,24 m |
| 4      | Larissa Korotkevitsj | EUN  | 65,52 m |
| 5      | Olga Boerova         | EUN  | 64,02 m |
| 6      | Hilda Ramos          | CUB  | 63,80 m |
| 7      | Iryna Jatsjanka      | EUN  | 63,74 m |
| 8      | Stefenia Simova      | BUL  | 63,42 m |

### speerwerpen
| rang   | sporter(s)         | land | afstand |
| ------ | ------------------ | ---- | ------- |
| Goud   | Silke Renk         | GER  | 68,34 m |
| Zilver | Natalja Sjikolenko | EUN  | 68,26 m |
| Brons  | Karen Forkel       | GER  | 66,86 m |
| 4      | Tessa Sanderson    | GBR  | 63,58 m |
| 5      | Trine Hattestad    | NOR  | 63,54 m |
| 6      | Heli Rantanen      | FIN  | 62,34 m |
| 7      | Petra Meier        | GER  | 59,02 m |
| 8      | Dulce García       | CUB  | 58,26 m |

### zevenkamp
| rang   | sporter(s)           | land | punten |
| ------ | -------------------- | ---- | ------ |
| Goud   | Jackie Joyner-Kersee | USA  | 7044   |
| Zilver | Irina Belova         | EUN  | 6845   |
| Brons  | Sabine Braun         | GER  | 6649   |
| 4      | Liliana Nastase      | ROU  | 6619   |
| 5      | Svetla Dimitrova     | BUL  | 6464   |
| 6      | Peggy Beer           | GER  | 6434   |
| 7      | Birgit Clarius       | GER  | 6388   |
| 8      | Urszula Włodarczyk   | POL  | 6333   |

## Medaillespiegel
| rang   | land              | goud | zilver | brons | totaal |
| ------ | ----------------- | ---- | ------ | ----- | ------ |
| 1      | Verenigde Staten  | 12   | 8      | 10    | 30     |
| 2      | Gezamenlijk team  | 7    | 11     | 3     | 21     |
| 3      | Duitsland         | 4    | 1      | 5     | 10     |
| 4      | Kenia             | 2    | 4      | 2     | 8      |
| 5      | Cuba              | 2    | 1      | 4     | 7      |
| 6      | Spanje            | 2    | 1      | 1     | 4      |
| 7      | Groot-Brittannië  | 2    | 0      | 4     | 6      |
| 8      | Tsjecho-Slowakije | 2    | 0      | 0     | 2      |
| 9      | China             | 1    | 1      | 2     | 4      |
| 10     | Canada            | 1    | 1      | 1     | 3      |
| 11     | Marokko           | 1    | 1      | 0     | 2      |
| 12     | Ethiopië          | 1    | 0      | 2     | 3      |
| 13     | Algerije          | 1    | 0      | 0     | 1      |
| 13     | Frankrijk         | 1    | 0      | 0     | 1      |
| 13     | Griekenland       | 1    | 0      | 0     | 1      |
| 13     | Zuid-Korea        | 1    | 0      | 0     | 1      |
| 13     | Litouwen          | 1    | 0      | 0     | 1      |
| 13     | Nederland         | 1    | 0      | 0     | 1      |
| 19     | Jamaica           | 0    | 3      | 1     | 4      |
| 20     | Japan             | 0    | 2      | 0     | 2      |
| 20     | Namibië           | 0    | 2      | 0     | 2      |
| 22     | Bulgarije         | 0    | 1      | 1     | 2      |
| 22     | Nigeria           | 0    | 1      | 1     | 2      |
| 24     | Finland           | 0    | 1      | 0     | 1      |
| 24     | Mexico            | 0    | 1      | 0     | 1      |
| 24     | Roemenië          | 0    | 1      | 0     | 1      |
| 24     | Zuid-Afrika       | 0    | 1      | 0     | 1      |
| 24     | Zweden            | 0    | 1      | 0     | 1      |
| 29     | Australië         | 0    | 0      | 2     | 2      |
| 30     | Bahama's          | 0    | 0      | 1     | 1      |
| 30     | Colombia          | 0    | 0      | 1     | 1      |
| 30     | Italië            | 0    | 0      | 1     | 1      |
| 30     | Nieuw-Zeeland     | 0    | 0      | 1     | 1      |
| 30     | Polen             | 0    | 0      | 1     | 1      |
| 30     | Qatar             | 0    | 0      | 1     | 1      |
| totaal | totaal            | 43   | 43     | 45    | 131    |